# Dichterviertel (Wiesbaden)

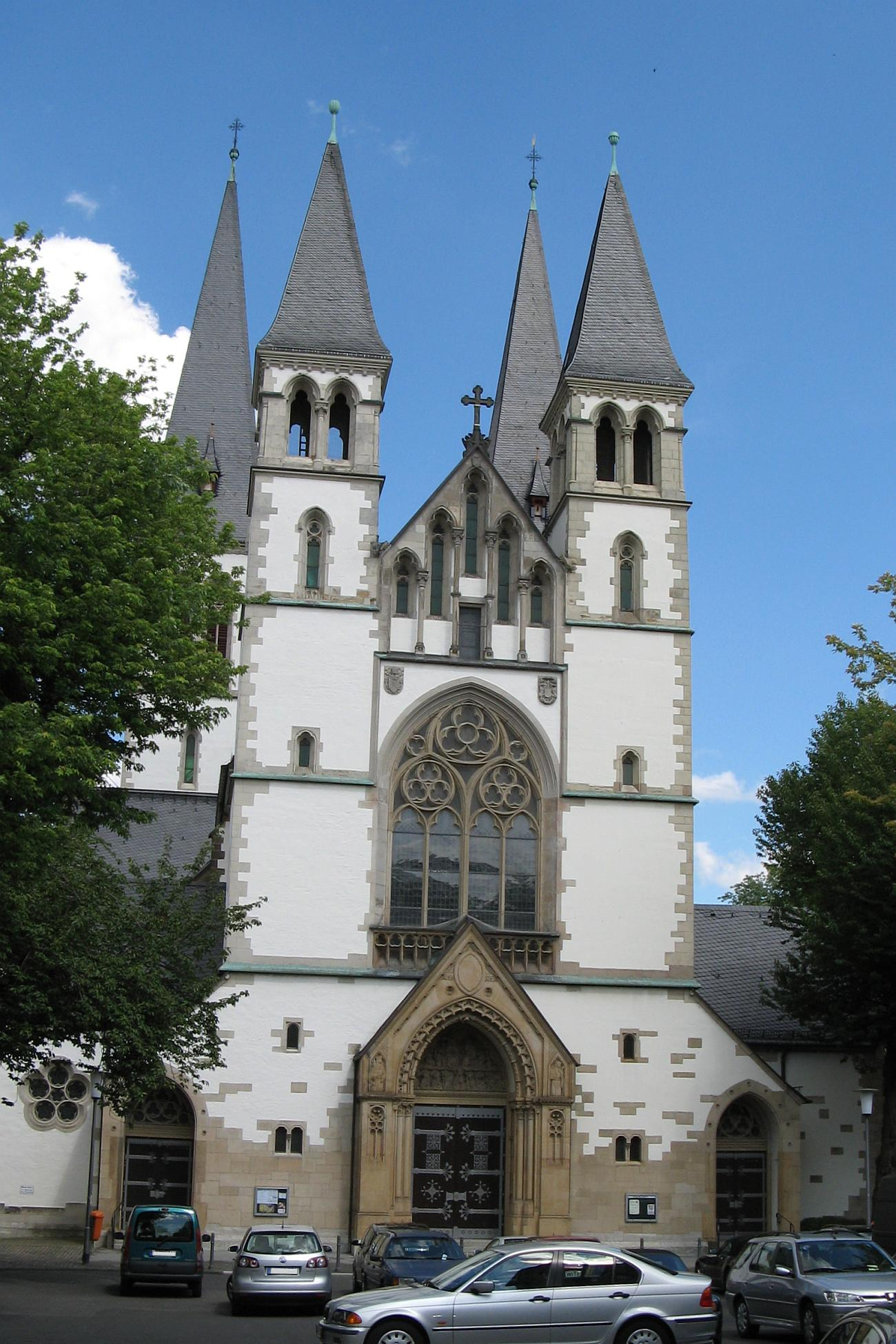
Dreifaltigkeitskirche im Dichterviertel

Das Dichterviertel ist ein Wohnviertel im Südwesten der hessischen Landeshauptstadt Wiesbaden, das weitgehend um die Wende zum 20. Jahrhundert im Stil des Historismus als sogenanntes Gründerzeitviertel entstand. Verwaltungstechnisch gehört es heute zum Bezirk Südost.
Östlich des Dichterviertels befinden sich der Wiesbadener Hauptbahnhof und das Lilien-Carré, im Nordwesten grenzt das Rheingauviertel an.
Bedeutende Bauwerke am Rande des Viertels sind die Gutenbergschule, die Lutherkirche, die Dreifaltigkeitskirche, das Landeshaus und das Hessenkolleg.

## Namensgebung
Seinen Namen verdankt das Viertel der Namensgebung seiner Straßenzüge. Die meisten Straßen sind dort nach Dichtern benannt. Die Abgrenzung des Viertels ist jedoch nicht eindeutig: Der Planungsraum Dichterviertel beinhaltet bis auf die Niederwaldstraße nur nach Schriftstellern benannte Straßen sowie den Gutenbergplatz. Die nach Clemens Brentano benannte, angrenzende Brentanostraße ist jedoch nicht mehr enthalten. Dagegen enthält das Parkgebiet Dichterviertel auch die Alexandrastraße, die Straße „Am Landeshaus“, die Gutenbergstraße, die Sartoriusstraße und Teile der Biebricher Allee, des Kaiser-Friedrich-Rings, des Konrad-Adenauer-Rings, der Mosbacher Straße und der Schiersteiner Straße.

## Dichter

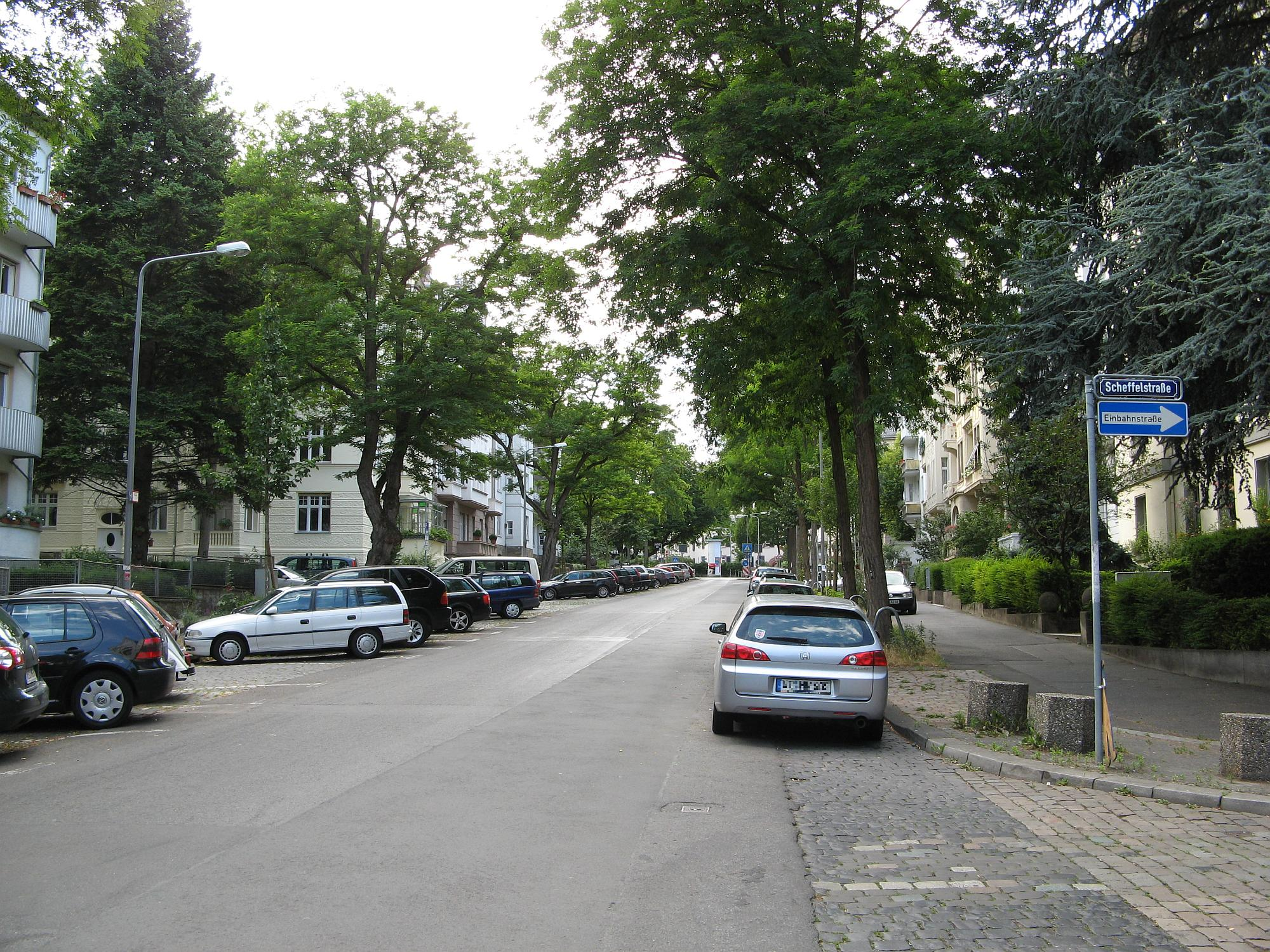
Beispiel einer Straße im Dichterviertel in Wiesbaden (Klopstockstraße Ecke Scheffelstraße)

Zu folgenden Schriftstellern findet sich ein Straßenname im Dichterviertel:
| - Joseph von Eichendorff - Wolfram von Eschenbach - Theodor Fontane - Frauenlob | - Franz Grillparzer - Wilhelm Hauff - Friedrich Hebbel - Heinrich von Kleist | - Friedrich Gottlieb Klopstock - Eduard Mörike - Wilhelm Raabe - Peter Rosegger | - Friedrich Rückert - Joseph Victor von Scheffel - Max von Schenkendorf - Christoph Martin Wieland |

## Geschichte
Als Wiesbaden zur Zeit des Kaiserreiches seine Blütezeit als Weltkurstadt erlebte, der Kaiser alljährlich im Mai zur Kur weilte und die Stadt die meisten Millionäre Deutschlands zählte, gab es ein enormes Bevölkerungswachstum (von ca. 33.000 Einwohnern im Jahre 1870 auf ca. 109.000 Einwohner 1910). Dies machte umfangreiche Stadterweiterungen notwendig. Neben den östlichen und nördlichen ausgedehnten Villengebieten entstand vor allem eine meist viergeschossige geschlossene Wohnbebauung um die Ringstraße (Kaiser-Friedrich-Ring und Bismarckring), die in einem Viertelkreisbogen vom südlich gelegenen Hauptbahnhof bis zum nordwestlich gelegenen Sedanplatz um das historische Zentrum der Stadt, das sogenannte historische Fünfeck, führte. Im Süden entstand das Dichterviertel, im Nordwesten das Feldherrenviertel und dazwischen das Rheingauviertel.
Maßgebenden Anteil an seiner Gestaltung hatte der Stadtbaumeister Felix Genzmer, der von 1881 bis 1903 in Wiesbaden wirkte. Die reich geschmückten Bürgerhäuser sind überwiegend im Stil des Historismus entstanden und beherbergten zum Großteil herrschaftliche Bürgerwohnungen mit 3,50 Meter hohen Decken, Stuck und Flügeltüren und hatten oft riesige Ausmaße von bis zu 200 m². In späteren Jahren wurden diese Wohnungen oftmals wegen der besseren Vermietbarkeit in kleinere Einheiten aufgeteilt.